# Ненад Димитријевић
Ненад Димитријевић (мкд. Ненад Димитријевиќ; Скопље, 23. фебруар 1998) македонски је кошаркаш. Игра на позицији плејмејкера, а тренутно наступа за Олимпију из Милана.

## Каријера
У лето 2016. Димитријевић је потписао уговор за Хувентуд. У клубу је остао пет сезона до лета 2021. У том периоду је одиграо 137 утакмица у АЦБ лиги, а сезона 2020/21 била му је најбоља сезона у клубу. У просеку је бележио 10,4 поена и 3,6 асистенција у 32 првенствене утакмице.
Дана 19. јуна 2021. године потписао је четворогодишњи уговор са Валенсијом. У својој дебитантској сезони просечно бележио 9,5 поена и 4,2 асистенције на 19 утакмица, док је шутирао 45,1% из игре.
У сезони 2022/23. Димитријевић је отишао на позајмицу у УНИКС Казањ. УНИКС је освојио ВТБ лигу пошто је у финалној серији победио Локомотиву Кубан резултатом 4-1 у победама, а Димитријевић је проглашен за најкориснијег играча плеј-офа. На 50 утакмица ВТБ лиге просечно је бележио 12,9 поена, 5,5 асистенција и 2,5 скокова. Након истека позајмице, Валенсија је одлучила да споразумно раскине уговор, чиме је Димитријевић постао слободан играч 4. јуна 2023.

## Успеси

### Клупски
- УНИКС:
  - ВТБ јунајтед лига (1): 2022/23.
- Олимпија Милано:
  - Суперкуп Италије (1): 2024.

### Појединачни
- Најкориснији играч ВТБ јунајтед лиге (1): 2023/24.
- Најкориснији играч плеј-офа ВТБ јунајтед лиге (1): 2022/23.
- Најкориснији играч Суперкупа Италије (1): 2024.